# Potamonautes xiphoidus
Potamonautes xiphoidus is een krabbensoort uit de familie van de Potamonautidae. De wetenschappelijke naam van de soort is voor het eerst geldig gepubliceerd in 2006 door Reed & Cumberlidge.